# Taras Alexandrowitsch Burlak
Taras Alexandrowitsch Burlak (russisch Тарас Александрович Бурлак; * 22. Februar 1990 in Wladiwostok) ist ein russischer Fußballspieler.

## Karriere

### Verein
Burlak begann seine Karriere bei Lokomotive Moskau. Im März 2008 stand er erstmals im Profikader, zum Einsatz kam er aber noch nicht. Zur Saison 2009 wurde er an den Zweitligisten Wolga Nischni Nowgorod verliehen. Bei Wolga debütierte er im April 2009 in der Perwenstwo FNL. Dies sollte allerdings sein einziger Einsatz für den Verein bleiben, im Juni 2009 kehrte er vorzeitig nach Moskau zurück, wo er bis Saisonende nicht spielte. Im Juli 2010 gab er dann gegen Alanija Wladikawkas sein Debüt für Lok in der Premjer-Liga. In der Saison 2010 kam er zu drei Einsätzen. In der Saison 2011/12 gelang ihm dann der Durchbruch beim Hauptstadtklub und er absolvierte 35 Saisonspiele. In der Saison 2012/13 absolvierte er 17 Partien. In der Saison 2013/14 kam der Innenverteidiger bis zur Winterpause nur noch einmal zum Einsatz.
Im Januar 2014 wechselte Burlak dann zum Ligakonkurrenten Rubin Kasan. Für Rubin kam er bis Saisonende aber auch nur zweimal zum Einsatz. Nachdem er auch in der Saison 2014/15 bis zur Winterpause nur zweimal gespielt hatte, wurde er im Januar 2015 an den Zweitligisten Krylja Sowetow Samara verliehen. Für Samara spielte er bis Saisonende in allen 13 Zweitligapartien und stieg mit dem Klub in die Premjer-Liga auf. Im Oberhaus kam er dann in der Saison 2015/16 zu 28 Einsätzen. Zur Saison 2016/17 kehrte er wieder nach Kasan zurück, wo er in der Saison 2016/17 22 Spiele machte. In der Saison 2017/18 spielte er dann aber bis zur Winterpause erneut keine Rolle mehr und wurde nur einmal eingesetzt.
Im Januar 2018 wechselte Burlak daraufhin fest nach Samara, das in seiner Abwesenheit wieder in die FNL abgestiegen war. Erneut kam er in allen 13 Zweitligaspielen zum Zug und stieg mit Krylja Sowetow in die Premjer-Liga auf. In der Saison 2018/19 spielte er 23 Mal im Oberhaus und führte den Aufsteiger zeitweise als Kapitän an. In der Saison 2019/20 kam er, auch bedingt durch Verletzungen, nur noch achtmal zum Einsatz und stieg mit KS Samara wieder in die FNL ab.
Nach einem Zweitligaeinsatz zu Beginn der Saison 2020/21 wechselte Burlak im August 2020 zum Erstligisten Arsenal Tula. Für Tula kam er zu 15 Einsätzen in der Saison 2020/21. In der Saison 2021/22 wurde er nur zweimal eingesetzt, Arsenal stieg zu Saisonende aus der Premjer-Liga ab. Anschließend schloss der Abwehrspieler sich im August 2022 dem Drittligisten Snamja Noginsk an.

### Nationalmannschaft
Burlak spielte zwischen 2008 und 2013 27 Mal für russische Jugendnationalauswahlen. Mit der U-21-Mannschaft nahm er 2013 an der EM teil. Er kam in allen drei Partien als Kapitän zum Einsatz, Russland schied aber punktelos in der Vorrunde aus.
Im Juni 2011 absolvierte Burlak in einem Testspiel gegen Kamerun sein einziges Spiel im A-Nationalteam.